# Raniero Grimaldi
Raniero Grimaldi, född 1267, död 1314, var en genuesisk adelsman och militär som blev Monacos förste regerande furste, som sådan omnämnd Rainier I.
Raniero Grimaldo var den första genuesare, som fört en krigsflotta på Atlanten. Han trädde 1302 i Filip den skönes tjänst i kriget mot flamländerna och vann 1304 en sjöseger över Guy av Namur.